# Andoain Sagarra
Andoain Sagarra es el nombre de una variedad cultivar de manzano (Malus domestica). Esta manzana está cultivada en diversos viveros entre ellos algunos dedicados a conservación de árboles frutales en peligro de desaparición.
La manzana 'Andoain Sagarra' es originaria de Andoáin Guipúzcoa, y actualmente se cultiva debido a su sabor soso para elaboraciones culinarias, y muy apreciada en la elaboración de sidra.

## Sinónimos
- "Manzana Andoain",
- "Andoañ-Sagarra",
- "Manzana de Andoaña".[6][7][8][6]

## Historia
'Andoain Sagarra' es una variedad de manzana cultivada en el País Vasco, está considerada incluida en las variedades locales autóctonas muy antiguas, cuyo cultivo se centraba en comarcas muy definidas. Se caracterizaban por su buena adaptación a sus ecosistemas y podrían tener interés genético en virtud de su adaptación. Estas se podían clasificar en dos subgrupos: de mesa o de cocina, y de sidra (aunque algunas tenían aptitud mixta). Es muy apreciada en usos en preparados culinarios, y muy importante en la elaboración de sidra en el país vasco por su sabor soso.
'Andoain Sagarra' es una variedad mixta, clasificada como muy buena en la elaboración de sidra, también se utiliza en la cocina por su sabor soso; difundido su cultivo en el pasado por los viveros comerciales y cuyo cultivo en la actualidad se ha reducido a huertos familiares, y apreciada también en elaboraciones culinarias. Variedad presente en Guipúzcoa, recogida en Andoáin, excelente variedad para elaboración de sidra.

## Características
El manzano de la variedad 'Andoain' tiene un vigor alto, es árbol de mediana producción; florece a finales de abril; tubo del cáliz en forma de embudo corto, y con los estambres situados en su mitad.
La variedad de manzana 'Andoain' tiene un fruto de tamaño mediano; forma cónica, achatada, vista desde arriba, redonda, ligeramente asimétrica, atractiva a la vista; piel gruesa, blanda y cerosa; con color de fondo verdoso, siendo el color del sobre color ciclamen con estrías oscuras rojas, importancia del sobre color alto, presenta lenticelas diminutas blanquecinas, sensibilidad al "ruginoso/"russetting" (pardeamiento áspero superficial que presentan algunas variedades) medio;pedúnculo de tamaño muy corto, duro y relativamente grueso, anchura de la cavidad peduncular media, profundidad de la cavidad pedúncular es profunda; calicina medio y semicerrado, profundidad de la cav. calicina menos profunda, de anchura amplia; sépalos triangulares en la base apretados.
Carne de color blanco, con textura blanda algo esponjosa cuando madura, de poco zumo, poco aroma; el sabor característico de la variedad, soso; corazón de tamaño medio, desplazado. Eje abierto. Cavidades casi imperceptibles. Semillas aristadas, puntiagudas, de tamaño medio, color marrón claro uniforme.
La manzana 'Andoain Sagarra' tiene una época de recolección a mediados de otoño, madura en octubre, de larga duración. Tiene uso mixto pues se usa como manzana para uso en cocina, y también sobre todo como manzana para la elaboración de sidra, como manzana sidrera es una variedad sosa  muy conocida y estimada entre los sidreros.